# Hiperconectados
Hiperconectados es el primer programa sobre cultura digital de la televisión argentina y está conformado por Guillermo Catalano "Fierita" en la conducción y la participación de Noelia Marzol y Tomas Balmaceda Huarte, uno de los blogueros y tuiteros más importantes del país, más conocido en las redes sociales como Capitán Intriga.

## Sinopsis
En Hiperconectados se presentan las últimas y mejores tendencias digitales, sumando las novedades de las redes sociales y videojuegos. Al mismo tiempo, también tienen su espacio las figuras del espectáculo, el deporte, la música y su relación con sus dispositivos favoritos.
Tiene, un espacio dedicado a conocer todo sobre Wayra, la ambiciosa iniciativa de Telefónica que eligió a los emprendedores locales más importantes y les brindó las herramientas y el financiamiento para desarrollar sus proyectos.
Fierita, la figura argentina con más influencia en Twitter según el índice internacional Tweetlevel y leído a diario por medio millón de usuarios de la red de microblogging, fue el primero en hablar de Internet en la pantalla chica local y desde entonces se mantuvo siempre como un referente del software libre, el uso de Internet como medio para la exploración artística y la innovación en la red.
En el primer programa se produce un encuentro entre Fierita y Justin Bieber en Las Vegas. Allí el reconocido cantante presentó un robot que baila al ritmo de la música que escucha. Además en ese programa, también se entrevista a Fabricio Oberto.
En su segundo programa, se presentá una nota a Martín Palermo. Por otro lado, hay un reportaje a Ferrán Adriá, el mejor chef del mundo y una entrevista a los músicos de Tan Biónica.

## Ficha técnica
- Conducción: Fierita
- Coconducción: Noelia Marzol y Tomás Balmaceda Huarte de Torchia
- Locución: Maitena Aboitiz
- Escenografía: Carlos Golac
- Ambientación: Luis González Oliva
- Sonido: Ruben Peratta
- Iluminación: Pablo Tassara
- Posproducción: Gaston Carballal
- Productor técnico: Marcelo Caltabiano
- Asistente de dirección: Daniel Mercatante
- Producción: Marcelo Mateo, Eleonora Ranni, Carla Quiroga y Gabriel Kameniecki
- Dirección: Grendel Resquin
- Productor ejecutivo: Martin Elizagaray
- Musicalización: Claudio Bravo

## Hiperconectados en redes sociales
- Sitio Web Oficial (enlace roto disponible en Internet Archive; véase el historial, la primera versión y la última).
- Facebook Oficial
- Twitter Oficial